# ملعب بي في أي
ملعب بي في أي هو ملعب أمريكي متعدد الأغراض يقع في هيوستن، تكساس. الاستاد هو نتيجة لالتزامات مجتمعة بقيمة 35.5 مليون دولار من مدينة هيوستن و60 مليون دولار من هيوستن دينامو. وقد وافقت مقاطعة هاريس على دفع تكاليف نصف الأرض مقابل القدرة على التملك المشترك للملعب بعد تاريخ اكتماله في مايو 2012.